# Salmo (Rapper)

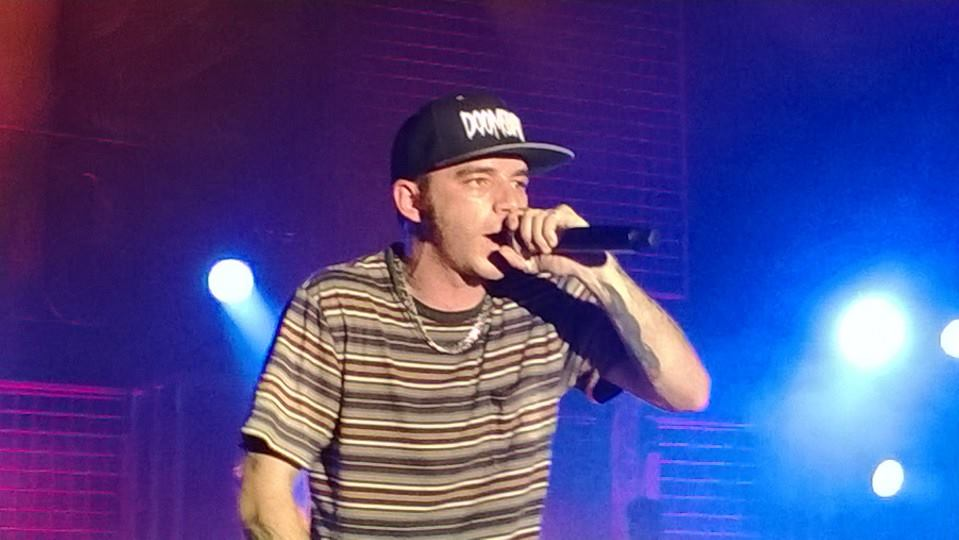
Salmo (2014)

Salmo (ital. für „Psalm“; * 29. Juni 1984 in Olbia, Sardinien, als Maurizio Pisciottu) ist ein italienischer Rapper.

## Karriere
Schon mit 13 Jahren begann Pisciottu zu rappen, 1999 nahm er erste Demos wie Premeditazione e dolo auf. Zwischen 2004 und 2008 trat er zusammen mit der Band Skasico auf und veröffentlichte mit ihr drei Alben. Außerdem legte er die Demos Sotto pelle (2004) und Mr. Antipatia (2005) vor. Zwischen 2008 und 2011 arbeitete er hingegen mit der Hardcore-Punk-Band Toedgein zusammen, wobei die Alben Toedgein und Shell Shock entstanden.
Ab 2011 arbeitete der Rapper mit DJ Harsh zusammen, der sein experimentelles Debütalbum The Island Chainsaw Massacre produzierte. Bei dessen neu gegründetem Label Tanta Roba erschien 2012 auch Salmos zweites Album Death USB. 2013 gelang dem Rapper der kommerzielle Durchbruch mit dem Album Midnite, das Platz eins der italienischen Charts erreichte. Auch die vorausgegangene Single Russell Crowe hatte die Charts erreicht. Nach einer Deluxe Edition des Albums und einer erfolgreichen Tournee legte Salmo mit S.A.L.M.O. Documentary ein Livealbum vor.
Es folgte ein Mixtape beim von Salmo 2012 mitbegründeten Label Machete Empire und eine Zusammenarbeit mit dem Rapper Ensi. Mit der Single 1984 meldete sich Salmo Ende 2015 als Solist zurück. Die erfolgreiche Single leitete das nächste Album Hellvisback ein, das 2016 beim Major-Label Sony erschien und erneut die Chartspitze erreichte. 2017 präsentierte er das Lied Estate dimmerda, einen satirischen Sommerhit, und konnte Ende des Jahres mit Perdonami einen Nummer-eins-Hit landen.
Auch das Album Playlist erreichte Ende 2018 die Chartspitze, genauso wie die zwei Singles 90min und Cabriolet, letztere in Zusammenarbeit mit Sfera Ebbasta.

## Diskografie

### Studioalben
| Jahr | Titel Musiklabel                          | Höchstplatzierung, Gesamtwochen, AuszeichnungChartplatzierungen (Jahr, Titel, Musiklabel, Platzierungen, Wochen, Auszeichnungen, Anmerkungen) | Höchstplatzierung, Gesamtwochen, AuszeichnungChartplatzierungen (Jahr, Titel, Musiklabel, Platzierungen, Wochen, Auszeichnungen, Anmerkungen) | Anmerkungen                                                                 |
| Jahr | Titel Musiklabel                          | IT | CH | Anmerkungen                                                                 |
| ---- | ----------------------------------------- | --- | --- | --------------------------------------------------------------------------- |
| 2011 | The Island Chainsaw Massacre B.L.K. Musik | IT44 Platin · (20 Wo.)IT | — | Erstveröffentlichung: 1. Februar 2011 Verkäufe: + 50.000                    |
| 2012 | Death USB Tanta Roba (UMG)                | IT43 Gold · (5 Wo.)IT | — | Erstveröffentlichung: 30. Juni 2012 Verkäufe: + 25.000                      |
| 2013 | Midnite Tanta Roba (UMG)                  | IT1 ×2Doppelplatin · (139 Wo.)IT | — | Erstveröffentlichung: 2. April 2013 Verkäufe: + 100.000                     |
| 2016 | Hellvisback Epic Records (SME)            | IT1 ×3Dreifachplatin · (217 Wo.)IT | CH32 (1 Wo.)CH | Erstveröffentlichung: 5. Februar 2016 Verkäufe: + 150.000                   |
| 2018 | Playlist Epic Records (SME)               | IT1 ×7Siebenfachplatin · (270 Wo.)IT | CH27 (2 Wo.)CH | Erstveröffentlichung: 9. November 2018 Verkäufe: + 350.000                  |
| 2021 | Flop Columbia Records (SME)               | IT1 ×3Dreifachplatin · (87 Wo.)IT | CH10 (4 Wo.)CH | Erstveröffentlichung: 1. Oktober 2021 Verkäufe: + 150.000                   |
| 2023 | Cvlt Columbia Records (SME)               | IT1 ×2Doppelplatin · (55 Wo.)IT | CH13 (2 Wo.)CH | Erstveröffentlichung: 3. November 2023 Verkäufe: + 100.000; mit Noyz Narcos |
| 2025 | Ranch Columbia Records (SME)              | IT1 Platin · (… Wo.)IT | CH10 (… Wo.)CH | Erstveröffentlichung: 9. Mai 2025 Verkäufe: + 50.000                        |

### Livealben
| Jahr | Titel Musiklabel                        | Höchstplatzierung, Gesamtwochen, AuszeichnungChartplatzierungen (Jahr, Titel, Musiklabel, Platzierungen, Wochen, Auszeichnungen, Anmerkungen) | Höchstplatzierung, Gesamtwochen, AuszeichnungChartplatzierungen (Jahr, Titel, Musiklabel, Platzierungen, Wochen, Auszeichnungen, Anmerkungen) | Anmerkungen                                           |
| Jahr | Titel Musiklabel                        | IT | CH | Anmerkungen                                           |
| ---- | --------------------------------------- | --- | --- | ----------------------------------------------------- |
| 2014 | S.A.L.M.O. Documentary Tanta Roba (UMG) | IT3 Platin · (13 Wo.)IT | — | Erstveröffentlichung: 7. Juni 2014 Verkäufe: + 50.000 |
| 2018 | Playlist Live Epic Records (SME)        | IT— aIT | — | Erstveröffentlichung: 6. Dezember 2018                |
| 2023 | Salmo Unplugged Columbia Records (SME)  | IT29 (3 Wo.)IT | — | Erstveröffentlichung: 29. Mai 2023                    |

### Singles
| Jahr | Titel Album                                  | Höchstplatzierung, Gesamtwochen, AuszeichnungChartsChartplatzierungen (Jahr, Titel, Album, Platzierungen, Wochen, Auszeichnungen, Anmerkungen) | Anmerkungen                                                                                     |
| Jahr | Titel Album                                  | IT | Anmerkungen                                                                                     |
| --- | -------------------------------------------- | --- | ----------------------------------------------------------------------------------------------- |
| 2013 | Russell Crowe Midnite                        | IT20 Platin · (3 Wo.)IT | Erstveröffentlichung: 21. März 2013 Verkäufe: + 50.000                                          |
| 2014 | Mussoleeni S.A.L.M.O. Documentary            | IT96 (1 Wo.)IT | Erstveröffentlichung: 6. Juni 2014                                                              |
| 2015 | 1984 Hellvisback                             | IT25 ×2Doppelplatin · (17 Wo.)IT | Erstveröffentlichung: 18. Dezember 2015 Verkäufe: + 100.000                                     |
| 2016 | Il messia Hellvisback                        | IT56 Gold · (1 Wo.)IT | Erstveröffentlichung: 18. März 2016 Verkäufe: + 25.000                                          |
| 2016 | Don Medellín Hellvisback (Platinum Edition)  | IT13 Platin · (10 Wo.)IT | Erstveröffentlichung: 11. November 2016 Verkäufe: + 50.000; feat. Rose Villain                  |
| 2017 | Estate dimmerda –                            | IT8 Platin · (12 Wo.)IT | Erstveröffentlichung: 21. Juli 2017 Verkäufe: + 50.000                                          |
| 2017 | Perdonami Playlist                           | IT1 ×3Dreifachplatin · (33 Wo.)IT | Erstveröffentlichung: 30. November 2017 Verkäufe: + 150.000                                     |
| 2018 | 90min Playlist                               | IT1 ×4Vierfachplatin · (72 Wo.)IT | Erstveröffentlichung: 21. September 2018 Verkäufe: + 200.000                                    |
| 2018 | Il cielo nella stanza Playlist               | IT1 ×6Sechsfachplatin · (72 Wo.)IT | Erstveröffentlichung: 23. November 2018 Verkäufe: + 600.000; feat. Nstasia                      |
| 2019 | Cabriolet Playlist                           | IT1 ×2Doppelplatin · (35 Wo.)IT | Erstveröffentlichung: 15. März 2019 Verkäufe: + 100.000; feat. Sfera Ebbasta                    |
| 2019 | Marylean Machete Mixtape 4                   | IT3 ×2Doppelplatin · (18 Wo.)IT | Erstveröffentlichung: 17. Juli 2019 Verkäufe: + 140.000; Machete, Salmo & Nitro feat. Marracash |
| 2021 | La canzone nostra Obe                        | IT1 ×6Sechsfachplatin · (81 Wo.)IT | Erstveröffentlichung: 7. Januar 2021 Verkäufe: + 600.000; mit Mace & Blanco                     |
| 2021 | Kumite Flop                                  | IT1 ×3Dreifachplatin · (32 Wo.)IT | Erstveröffentlichung: 8. Oktober 2021 Verkäufe: + 300.000                                       |
| 2022 | L’angelo caduto Flop                         | IT25 Gold · (3 Wo.)IT | Erstveröffentlichung: 1. Januar 2022 Verkäufe: + 50.000; feat. Shari                            |
| 2023 | A te e famiglia –                            | IT62 (1 Wo.)IT | Erstveröffentlichung: 29. Dezember 2023                                                         |
| 2024 | Banda Kawasaki –                             | IT80 (1 Wo.)IT | Erstveröffentlichung: 28. Juni 2024 mit Achille Lauro & Gemitaiz                                |
| 2025 | On Fire Ranch                                | IT6 (6 Wo.)IT | Erstveröffentlichung: 28. April 2025                                                            |
| Folgende Lieder erschienen nicht als Single, wurden aber durch das Album zum Download und Streaming bereitgestellt und konnten somit eine Platzierung erlangen: |                                              | |                                                                                                 |
| |                                              | |                                                                                                 |
| 2013 | Killer Game Midnite                          | IT70 Gold · (1 Wo.)IT | Verkäufe: + 25.000; feat. Gemitaiz & MadMan                                                     |
| 2013 | The Island Midnite (Deluxe Edition)          | IT29 Gold · (1 Wo.)IT | Verkäufe: + 25.000; feat. El Raton, Enigma & DJ Slait                                           |
| 2014 | Non sopporto Machete Mixtape III             | IT78 (1 Wo.)IT | Salmo, Nitro & Jack the Smoker feat. Stereoliez & Ceri                                          |
| 2016 | Giuda Hellvisback                            | IT42 Gold · (5 Wo.)IT | Verkäufe: + 25.000                                                                              |
| 2016 | Io sono qui Hellvisback                      | IT55 Gold · (5 Wo.)IT | Verkäufe: + 25.000                                                                              |
| 2016 | Mic Taser Hellvisback                        | IT45 Gold · (2 Wo.)IT | Verkäufe: + 25.000                                                                              |
| 2016 | 7:00 am Hellvisback                          | IT50 Gold · (2 Wo.)IT | Verkäufe: + 25.000                                                                              |
| 2016 | Bentley vs. Cadillac Hellvisback             | IT52 Gold · (2 Wo.)IT | Verkäufe: + 25.000                                                                              |
| 2016 | L’alba Hellvisback                           | IT61 Platin · (2 Wo.)IT | Verkäufe: + 50.000                                                                              |
| 2016 | Black Widow Hellvisback                      | IT65 Platin · (1 Wo.)IT | Verkäufe: + 50.000                                                                              |
| 2016 | Hellvisback                                  | IT66 Gold · (1 Wo.)IT | Verkäufe: + 25.000                                                                              |
| 2016 | Daytona Hellvisback                          | IT75 Gold · (1 Wo.)IT | Verkäufe: + 25.000                                                                              |
| 2016 | La festa è finita Hellvisback                | IT79 Gold · (1 Wo.)IT | Verkäufe: + 25.000                                                                              |
| 2016 | Title? Hellvisback (Platinum Edition)        | IT39 Platin · (2 Wo.)IT | Verkäufe: + 50.000; feat. Nitro & Axos                                                          |
| 2018 | Stai zitto Playlist                          | IT2 ×2Doppelplatin · (30 Wo.)IT | Verkäufe: + 100.000; feat. Fabri Fibra                                                          |
| 2018 | Lunedì Playlist                              | IT5 ×2Doppelplatin · (24 Wo.)IT | Verkäufe: + 140.000                                                                             |
| 2018 | Ho paura di uscire Playlist                  | IT6 Platin · (12 Wo.)IT | Verkäufe: + 50.000                                                                              |
| 2018 | Sparare alla luna Playlist                   | IT7 Platin · (13 Wo.)IT | Verkäufe: + 50.000; feat. Coez                                                                  |
| 2018 | Ricchi e morti Playlist                      | IT8 Platin · (11 Wo.)IT | Verkäufe: + 50.000                                                                              |
| 2018 | Dispovery Channel Playlist                   | IT10 Gold · (9 Wo.)IT | Verkäufe: + 25.000; feat. Nitro                                                                 |
| 2018 | PXM Playlist                                 | IT12 Gold · (6 Wo.)IT | Verkäufe: + 25.000                                                                              |
| 2018 | Ora che fai? Playlist                        | IT13 Gold · (6 Wo.)IT | Verkäufe: + 25.000                                                                              |
| 2018 | Tiè Playlist                                 | IT16 (3 Wo.)IT |                                                                                                 |
| 2019 | Ho paura di uscire 2 Machete Mixtape 4       | IT1 ×2Doppelplatin · (20 Wo.)IT | Verkäufe: + 100.000; Machete, Salmo & Lazza                                                     |
| 2019 | Mammastomale Machete Mixtape 4               | IT9 Platin · (11 Wo.)IT | Verkäufe: + 50.000; Machete, Gemitaiz & Izi feat. Salmo                                         |
| 2019 | Io può Machete Mixtape 4                     | IT14 Gold · (7 Wo.)IT | Verkäufe: + 25.000; Machete, Jack the Smoker & Beba feat. Salmo                                 |
| 2019 | Bud Spencer Machete Mixtape 4                | IT15 Gold · (7 Wo.)IT | Verkäufe: + 25.000; Machete, Salmo & Lazza                                                      |
| 2019 | Gang! Machete Mixtape 4                      | IT16 Gold · (8 Wo.)IT | Verkäufe: + 25.000; Machete, Salmo & Hell Raton                                                 |
| 2019 | Sugar Machete Mixtape 4                      | IT18 Gold · (5 Wo.)IT | Verkäufe: + 25.000; Machete, Salmo & Lazza                                                      |
| 2019 | FQCMP Machete Mixtape 4                      | IT23 (4 Wo.)IT | Machete, Dani Faiv & Nitro feat. Salmo                                                          |
| 2019 | Orange Gulf Machete Mixtape 4                | IT37 (2 Wo.)IT | Machete, Dani Faiv & Salmo feat. Jack the Smoker                                                |
| 2019 | Charles Manson (Buon Natale 2) Playlist Live | IT3 Platin · (9 Wo.)IT | Verkäufe: + 70.000; mit Dani Faiv & Nitro feat. Lazza                                           |
| 2021 | La chiave Flop                               | IT3 Platin · (8 Wo.)IT | Verkäufe: + 100.000; feat. Marracash                                                            |
| 2021 | Antipatico Flop                              | IT5 Gold · (5 Wo.)IT | Verkäufe: + 35.000                                                                              |
| 2021 | Ghigliottina Flop                            | IT6 Gold · (5 Wo.)IT | Verkäufe: + 35.000; feat. Noyz Narcos                                                           |
| 2021 | Mi sento bene Flop                           | IT9 Gold · (5 Wo.)IT | Verkäufe: + 35.000                                                                              |
| 2021 | YHWH Flop                                    | IT12 Gold · (4 Wo.)IT | Verkäufe: + 50.000; feat. Guè Pequeno                                                           |
| 2021 | Criminale Flop                               | IT13 Gold · (3 Wo.)IT | Verkäufe: + 50.000                                                                              |
| 2021 | In trappola Flop                             | IT15 (3 Wo.)IT |                                                                                                 |
| 2021 | Che ne so Flop                               | IT17 (3 Wo.)IT |                                                                                                 |
| 2021 | Fuori di testa Flop                          | IT18 Gold · (3 Wo.)IT | Verkäufe: + 50.000; feat. Par-T-One                                                             |
| 2021 | Hellvisback 2 Flop                           | IT19 Gold · (3 Wo.)IT | Verkäufe: + 50.000                                                                              |
| 2021 | Marla Flop                                   | IT22 Gold · (3 Wo.)IT | Verkäufe: + 50.000                                                                              |
| 2021 | A dio Flop                                   | IT23 (3 Wo.)IT |                                                                                                 |
| 2021 | Aldo ritmo Flop                              | IT28 Platin · (3 Wo.)IT | Verkäufe: + 100.000                                                                             |
| 2021 | Flop! Flop                                   | IT34 (2 Wo.)IT |                                                                                                 |
| 2021 | Vivo Flop                                    | IT49 (1 Wo.)IT |                                                                                                 |
| 2022 | 181 Blocco 181 (Sampler)                     | IT18 Gold · (3 Wo.)IT | Verkäufe: + 50.000; mit Drillionaire & Verano                                                   |
| 2022 | 9.19 Blocco 181 (Sampler)                    | IT27 (2 Wo.)IT | mit Baby Gang, Luciennn & Bobo                                                                  |
| 2022 | M.S.O.M. Blocco 181 – Original Soundtrack    | IT32 (1 Wo.)IT | mit Jake La Furia, Rose Villain & Night Skinny                                                  |
| 2023 | Respira Cvlt                                 | IT2 Gold · (4 Wo.)IT | Verkäufe: + 50.000; mit Noyz Narcos feat. Marracash                                             |
| 2023 | Cvlt                                         | IT3 Gold · (3 Wo.)IT | Verkäufe: + 50.000; mit Noyz Narcos feat. Kid Yugi                                              |
| 2023 | Anthem Cvlt                                  | IT4 Gold · (3 Wo.)IT | Verkäufe: + 50.000; mit Noyz Narcos                                                             |
| 2023 | Incubi Cvlt                                  | IT7 (3 Wo.)IT | mit Noyz Narcos                                                                                 |
| 2023 | My Love Song 2 Cvlt                          | IT9 Gold · (3 Wo.)IT | Verkäufe: + 50.000; mit Noyz Narcos feat. Coez & Frah Quintale                                  |
| 2023 | Cringe Cvlt                                  | IT10 (2 Wo.)IT | mit Noyz Narcos                                                                                 |
| 2023 | Miracolo Cvlt                                | IT11 (2 Wo.)IT | mit Noyz Narcos                                                                                 |
| 2023 | Brujeria Cvlt                                | IT14 (2 Wo.)IT | mit Noyz Narcos                                                                                 |
| 2023 | Croci € cristi Cvlt                          | IT20 (2 Wo.)IT | mit Noyz Narcos                                                                                 |
| 2023 | Kilometri Cvlt                               | IT23 (1 Wo.)IT | mit Noyz Narcos                                                                                 |
| 2023 | Grindhouse Cvlt                              | IT25 (2 Wo.)IT | mit Noyz Narcos                                                                                 |
| 2023 | Maledetti Cvlt                               | IT26 (1 Wo.)IT | mit Noyz Narcos                                                                                 |
| 2023 | Matrioska Cvlt                               | IT31 (1 Wo.)IT | mit Noyz Narcos                                                                                 |
| 2023 | Nightcrawlers Cvlt                           | IT33 (1 Wo.)IT | mit Noyz Narcos                                                                                 |
| 2023 | La fine Cvlt                                 | IT39 (1 Wo.)IT | mit Noyz Narcos                                                                                 |
| 2024 | Hotline Cvlt – Hellraisers                   | IT20 (1 Wo.)IT | mit Noyz Narcos feat. Sine & Lazza                                                              |
| 2024 | Rap Money Cvlt – Hellraisers                 | IT39 (1 Wo.)IT | mit Noyz Narcos feat. Guè                                                                       |
| 2024 | Non mit passa Cvlt – Hellraisers             | IT59 (1 Wo.)IT | mit Noyz Narcos feat. Gemitaiz                                                                  |
| 2024 | L’odio Cvlt – Hellraisers                    | IT71 (1 Wo.)IT | mit Noyz Narcos feat. Sine                                                                      |
| 2024 | Hellraisers Cvlt – Hellraisers               | IT75 (1 Wo.)IT | mit Noyz Narcos                                                                                 |
| 2025 | Crudele Ranch                                | IT10 (2 Wo.)IT |                                                                                                 |
| 2025 | Sincero Ranch                                | IT12 (… Wo.)IT |                                                                                                 |
| 2025 | N€urologia Ranch                             | IT16 (2 Wo.)IT |                                                                                                 |
| 2025 | Cartine corte Ranch                          | IT17 (4 Wo.)IT |                                                                                                 |
| 2025 | Bye Bye Ranch                                | IT19 (2 Wo.)IT | feat. Kaos                                                                                      |
| 2025 | Bounce! Ranch                                | IT25 (1 Wo.)IT |                                                                                                 |
| 2025 | Sangue amaro Ranch                           | IT27 (1 Wo.)IT |                                                                                                 |
| 2025 | Il figlio del prete Ranch                    | IT28 (2 Wo.)IT |                                                                                                 |
| 2025 | Beatcoin Ranch                               | IT32 (2 Wo.)IT |                                                                                                 |
| 2025 | Fuori controllo Ranch                        | IT41 (1 Wo.)IT | feat. Luca Agnelli                                                                              |
| 2025 | Incapace Ranch                               | IT43 (1 Wo.)IT |                                                                                                 |
| 2025 | Numeri primi Ranch                           | IT44 (1 Wo.)IT |                                                                                                 |
| 2025 | Mauri Ranch                                  | IT45 (1 Wo.)IT | feat. Mari Kvien Brunvoll                                                                       |
| 2025 | Conta su di me Ranch                         | IT46 (5 Wo.)IT |                                                                                                 |
| 2025 | Titoli di coda Ranch                         | IT64 (1 Wo.)IT |                                                                                                 |

Weitere Singles
- 2011: Yoko-Ono – IT: Gold (25.000+)
- 2011: Il senso dell’odio – IT: Gold (50.000+)
- 2012: La prima volta – IT: Platin (100.000+)
- 2013: Faraway – IT: Platin (70.000+)
- 2014: Non esco mai (mit Jack the Smoker, Mondo Marcio & Coez) – IT: Gold (25.000+)

### Gastbeiträge
| Jahr | Titel Album                           | Höchstplatzierung, Gesamtwochen, AuszeichnungChartsChartplatzierungen (Jahr, Titel, Album, Platzierungen, Wochen, Auszeichnungen, Anmerkungen) | Anmerkungen                                                                                  |
| Jahr | Titel Album                           | IT | Anmerkungen                                                                                  |
| --- | ------------------------------------- | --- | -------------------------------------------------------------------------------------------- |
| 2017 | MOB Zzala                             | IT34 Platin · (6 Wo.)IT | Erstveröffentlichung: 7. April 2017 Verkäufe: + 50.000; Lazza feat. Salmo & Nitro            |
| 2017 | Papparapà Max                         | IT63 (2 Wo.)IT | Erstveröffentlichung: 19. Mai 2017 Nerone feat. Gemitaiz & Salmo                             |
| 2019 | AK77 Server Sirena                    | IT88 (1 Wo.)IT | Erstveröffentlichung: 29. März 2019 Linea 77 feat. Salmo & Slait                             |
| 2020 | Boogieman DNA                         | IT1 ×2Doppelplatin · (23 Wo.)IT | Erstveröffentlichung: 17. Januar 2020 Verkäufe: + 140.000; Ghali feat. Salmo                 |
| 2020 | Cioilflow Scusate                     | IT9 (4 Wo.)IT | Erstveröffentlichung: 17. April 2020 Dani Faiv feat. Salmo                                   |
| 2020 | Sballo Shallo Giro veloce             | IT51 (1 Wo.)IT | Erstveröffentlichung: 20. Oktober 2020 Vegas Jones & Andry The Hitmaker feat. Salmo          |
| 2022 | Bubble –                              | IT10 ×2Doppelplatin · (24 Wo.)IT | Erstveröffentlichung: 10. Juni 2022 Verkäufe: + 200.000; Takagi & Ketra feat. Thasup & Salmo |
| 2022 | Viola Disumano (Riedizione)           | IT3 ×2Doppelplatin · (23 Wo.)IT | Erstveröffentlichung: 14. Oktober 2022 Verkäufe: + 200.000; Fedez feat. Salmo                |
| 2023 | Lamette Radio Gotham                  | IT37 Gold · (4 Wo.)IT | Erstveröffentlichung: 11. Januar 2023 Verkäufe: + 50.000; Rose Villain feat. Salmo           |
| 2024 | Non mi riconosco Maya                 | IT63 (2 Wo.)IT | Erstveröffentlichung: 22. Februar 2024 Mace feat. Centomilacarie & Salmo                     |
| 2024 | Overdose d’amore 2024 Discover II     | IT68 (2 Wo.)IT | Erstveröffentlichung: 13. Juni 2024 Zucchero feat. Salmo                                     |
| Folgende Lieder erschienen nicht als Single, wurden aber durch das Album zum Download und Streaming bereitgestellt und konnten somit eine Platzierung erlangen: |                                       | |                                                                                              |
| |                                       | |                                                                                              |
| 2014 | Stratocaster Rock Steady              | IT72 (2 Wo.)IT | Ensi feat. Noyz Narcos & Salmo                                                               |
| 2018 | Chairaggione No Comment               | IT11 Gold · (3 Wo.)IT | Verkäufe: + 25.000; Nitro feat. Salmo                                                        |
| 2018 | Mic Check Enemy                       | IT5 Gold · (4 Wo.)IT | Verkäufe: + 25.000; Noyz Narcos feat. Salmo                                                  |
| 2019 | Esagono Scatola Nera                  | IT6 Gold · (5 Wo.)IT | Verkäufe: + 25.000; Gemitaiz & MadMan feat. Salmo                                            |
| 2019 | Sw1n6o 23 6451                        | IT4 Platin · (12 Wo.)IT | Verkäufe: + 70.000; Tha Supreme feat. Salmo                                                  |
| 2020 | Pussy Dark Boys Club                  | IT1 Gold · (5 Wo.)IT | Verkäufe: + 35.000; Dark Polo Gang & Tony Effe feat. Lazza & Salmo                           |
| 2020 | Sparami 17                            | IT6 Gold · (4 Wo.)IT | Verkäufe: + 35.000; Emis Killa & Jake La Furia feat. Salmo & Fabri Fibra                     |
| 2020 | Machete satellite BV3                 | IT2 Gold · (7 Wo.)IT | Verkäufe: + 35.000; Bloody Vinyl, Slait & Young Miles feat. Salmo, Taxi B & Greg Willen      |
| 2021 | Cazzo culo Solo tutto                 | IT15 (2 Wo.)IT | Massimo Pericolo feat. Salmo                                                                 |
| 2021 | Alex Fastlife 4                       | IT7 Gold · (4 Wo.)IT | Verkäufe: + 35.000; Guè Pequeno & DJ Harsh feat. Lazza & Salmo                               |
| 2021 | Lunedì blu Guesus                     | IT16 (2 Wo.)IT | Guè feat. Salmo                                                                              |
| 2022 | Cocaine Caos                          | IT12 Gold · (3 Wo.)IT | Verkäufe: + 50.000; Fabri Fibra feat. Guè & Salmo                                            |
| 2022 | Non Aprire Botox                      | IT47 (1 Wo.)IT | Night Skinny feat. Salmo                                                                     |
| 2022 | Millesimati Botox                     | IT53 (1 Wo.)IT | Night Skinny feat. J Lord, Lazza, Noyz Narcos & Salmo                                        |
| 2022 | Cattive intenzioni Io non ho paura    | IT20 (2 Wo.)IT | Ernia feat. Salmo                                                                            |
| 2023 | Toxic (Trainspotting) Effetto notte   | IT38 (1 Wo.)IT | Emis Killa feat. Salmo                                                                       |
| 2023 | Angelo all’inferno La Divina Commedia | IT13 Gold · (4 Wo.)IT | Verkäufe: + 50.000; Tedua feat. Salmo & Federica Abbate                                      |
| 2023 | Chiama 10                             | IT19 Gold · (5 Wo.)IT | Verkäufe: + 50.000; Drillionaire feat. Salmo & Capo Plaza                                    |

## Auszeichnungen für Musikverkäufe
Anmerkung: Auszeichnungen in Ländern aus den Charttabellen bzw. Chartboxen sind in ebendiesen zu finden.
| Land/RegionAuszeichnungen für Musikverkäufe (Land/Region, Auszeichnungen, Verkäufe, Quellen) | Gold       | Platin       | Verkäufe  | Quellen |
| -------------------------------------------------------------------------------------------- | ---------- | ------------ | --------- | ------- |
| Italien (FIMI)                                                                               | 47× Gold47 | 77× Platin77 | 6.825.000 | fimi.it |
| Insgesamt                                                                                    | 47× Gold47 | 77× Platin77 |           |         |

## Belege
1. 1 2  Chartquellen (Alben):
  - Alben von Salmo. In: Italiancharts.com. Hung Medien, abgerufen am 26. November 2018.
  - Alben von Salmo. In: Hitparade.ch. Hung Medien, abgerufen am 26. November 2018.
2. 1 2  Archivio classifiche Top Singoli. FIMI, abgerufen am 9. Dezember 2024 (italienisch).